# 필리프 드 프랑스 왕자 (1116년)
필리프 드 프랑스(프랑스어: Philippe de France, 1116년 8월 29일 ~ 1131년 10월 13일)는 프랑스 카페 왕조의 왕자로 루이 6세의 왕세자이자 공동 국왕(재위: 1129년 4월 1일 ~ 1131년 10월 13일)이다. 루이 7세의 형이며 1129년에는 아버지 루이 6세에 의해 공동 국왕으로 선출되었다. 1131년 낙마 사고로 사망하였다.